# Lijst van rijksmonumenten in Dalfsen (plaats)
De plaats Dalfsen telt 124 inschrijvingen in het rijksmonumentenregister. Hieronder een overzicht.
| Object | Oorspronkelijke functie?  | Bouwjaar                          | Architect              | Locatie                             | Coördinaten?                  | Nr.?   | Afbeelding                                                                     |
| --- | ------------------------- | --------------------------------- | ---------------------- | ----------------------------------- | ----------------------------- | ------ | ------------------------------------------------------------------------------ |
| Boerderij onder een met pannen en riet gedekt afgewolfd zadeldak                                                                                              | Boerderij                 | 1737 (jaarankers)                 |                        | Aalshorsterpad 6-8                  | 52° 29' 9" NB, 6° 14' 56" OL  | 11638  | Boerderij onder een met pannen en riet gedekt afgewolfd zadeldak               |
| Stenen schuur onder pannen schilddak op het erf | Boerderij                 |                                   |                        | Bosrandweg 39                       | 52° 28' 17" NB, 6° 16' 28" OL | 11640  | Meer afbeeldingen                                                              |
| Boerderij onder afgewolfd rieten zadeldak | Boerderij                 | 19e eeuw                          |                        | Brinkweg 1                          | 52° 30' 27" NB, 6° 16' 6" OL  | 11641  | Boerderij onder afgewolfd rieten zadeldak                                      |
| Boerderijtje onder met pannen en riet gedekt afgewolfd zadeldak                                                                                               | Boerderij                 | 1832 (jaarankers)                 |                        | Dalmsholterweg 1                    | 52° 29' 43" NB, 6° 17' 29" OL | 11642  | Meer afbeeldingen                                                              |
| Boerderij onder met riet en pannen gedekt afgewolfd zadeldak                                                                                                  | Boerderij                 |                                   |                        | Heinoseweg 7                        | 52° 29' 29" NB, 6° 15' 11" OL | 11646  | Boerderij onder met riet en pannen gedekt afgewolfd zadeldak                   |
| Boerderij met overwegend 19e-eeuwse detaillering gedekt voor een rieten wolfdak met schoorsteen                                                               | Boerderij                 | mogelijk eerste helft 18e eeuw    |                        | Heinoseweg 9                        | 52° 29' 17" NB, 6° 15' 19" OL | 11647  | Meer afbeeldingen                                                              |
| Boerderij onder met riet en pannen gedekt wolfdak | Boerderij                 | 18e of eerste helft 19e eeuw      |                        | Heinoseweg 14                       | 52° 28' 58" NB, 6° 15' 27" OL | 11648  | Meer afbeeldingen                                                              |
| Boerderijtje onder een met riet en pannen gedekt afgewolfd zadeldak                                                                                           | Boerderij                 | 1832 (jaartalankers) 1830 (steen) |                        | Heinoseweg 18                       | 52° 28' 43" NB, 6° 15' 4" OL  | 11650  | Boerderijtje onder een met riet en pannen gedekt afgewolfd zadeldak            |
| Vermoedelijk een der bouwhuizen van het in 1839 afgebroken huis de broekhuizen                                                                                | Bijgebouwen kastelen enz. | 18e eeuw                          |                        | Hessenweg 6                         | 52° 31' 16" NB, 6° 11' 53" OL | 11651  | Vermoedelijk een der bouwhuizen van het in 1839 afgebroken huis de broekhuizen |
| Boerderij onder met riet en pannen gedekt afgewolfd zadeldak                                                                                                  | Boerderij                 |                                   |                        | Hessenweg 8                         | 52° 31' 17" NB, 6° 11' 54" OL | 11652  | Meer afbeeldingen                                                              |
| Nederlands Hervormde Kerk | Kerk en kerkonderdeel     | 1455                              |                        | Kerkplein 31                        | 52° 30' 17" NB, 6° 15' 41" OL | 11653  | Meer afbeeldingen                                                              |
| Toren van de Nederlands Hervormde Kerk | Kerk en kerkonderdeel     | 15e eeuw                          |                        | Bij Kerkplein 9                     | 52° 30' 17" NB, 6° 15' 40" OL | 11654  | Meer afbeeldingen                                                              |
| Eenvoudige dubbele dorpswoning | Bedrijfs-,fabriekswoning  |                                   |                        | Molenstraat 10-12                   | 52° 30' 13" NB, 6° 15' 29" OL | 11655  | Eenvoudige dubbele dorpswoning                                                 |
| De Westermolen | Industrie- en poldermolen | 1818                              |                        | Molenstraat 16                      | 52° 30' 12" NB, 6° 15' 26" OL | 11656  | Meer afbeeldingen                                                              |
| In de Grutte Moole | Winkel                    |                                   |                        | Prinsenstraat 35                    | 52° 30' 16" NB, 6° 15' 37" OL | 11657  | Meer afbeeldingen                                                              |
| Boerderijtje onder rieten schilddak | Boerderij                 |                                   |                        | Poppenallee 2                       | 52° 30' 4" NB, 6° 15' 1" OL   | 11658  | Meer afbeeldingen                                                              |
| Boerderij onder een met rieten pannen gedekt afgewolfd zadeldak                                                                                               | Boerderij                 |                                   |                        | Poppenallee 4                       | 52° 30' 5" NB, 6° 14' 57" OL  | 11659  | Meer afbeeldingen                                                              |
| De Oude Tol | Overheidsgebouw           | 19e eeuw                          |                        | Poppenallee 42                      | 52° 29' 52" NB, 6° 12' 18" OL | 11663  | De Oude Tol                                                                    |
| Boerderij onder met riet gedekt, hoog wolfdak | Boerderij                 | eerste helft 19e eeuw             |                        | Rosengaardeweg 4                    | 52° 31' 38" NB, 6° 14' 16" OL | 11666  | Meer afbeeldingen                                                              |
| Grote boerderij | Boerderij                 | derde kwart 19e eeuw              |                        | Ruitenborghweg 13                   | 52° 31' 6" NB, 6° 13' 20" OL  | 11668  | Meer afbeeldingen                                                              |
| Ruitenborgh | Kasteel, buitenplaats     | 1828 (gevelsteen)                 |                        | Ruitenborghweg 18                   | 52° 31' 4" NB, 6° 13' 27" OL  | 11669  | Meer afbeeldingen                                                              |
| Boerderij onder met pannen en riet gedekt afgewolfd zadeldak                                                                                                  | Boerderij                 | 1858 (jaartalsteen)               |                        | Tolhuisweg 6                        | 52° 29' 54" NB, 6° 17' 57" OL | 11671  | Boerderij onder met pannen en riet gedekt afgewolfd zadeldak                   |
| Boerderij met rieten dak | Boerderij                 | 1784 (ankers)                     |                        | Vossersteeg 43                      | 52° 31' 15" NB, 6° 15' 22" OL | 11673  | Boerderij met rieten dak                                                       |
| Hofwijk | Kasteel, buitenplaats     | 1859 (gevelsteen)                 |                        | Vossersteeg 68                      | 52° 31' 18" NB, 6° 14' 1" OL  | 11674  | Hofwijk                                                                        |
| Boerderij met gedeeltelijk onderkelderd dwarshuis | Boerderij                 |                                   |                        | Oude Twentseweg 48                  | 52° 25' 47" NB, 6° 19' 30" OL | 32276  | Upload foto                                                                    |
| Den Berg: hoofdgebouw | Kasteel, buitenplaats     | 1705                              |                        | Heinoseweg 4                        | 52° 29' 46" NB, 6° 15' 7" OL  | 406208 | Meer afbeeldingen                                                              |
| Den Berg: aanleg | Tuin, park en plantsoen   | 18e/19e eeuw                      |                        | Heinoseweg bij 4                    | 52° 29' 38" NB, 6° 14' 55" OL | 406209 | Meer afbeeldingen                                                              |
| Den Berg: toegangsbrug | Tuin, park en plantsoen   | 19e eeuw                          |                        | Heinoseweg tegenover 4              | 52° 29' 46" NB, 6° 15' 7" OL  | 406210 | Meer afbeeldingen                                                              |
| Den Berg: westelijk bouwhuis | Bijgebouwen kastelen enz. | begin 18e eeuw                    |                        | Heinoseweg 6                        | 52° 29' 44" NB, 6° 15' 7" OL  | 406211 | Meer afbeeldingen                                                              |
| Den Berg: oostelijk bouwhuis | Bijgebouwen kastelen enz. | begin 18e eeuw                    |                        | Heinoseweg 2                        | 52° 29' 45" NB, 6° 15' 10" OL | 406212 | Meer afbeeldingen                                                              |
| Den Berg: twee schuren | Bijgebouwen kastelen enz. | 1839                              |                        | Heinoseweg bij 2                    | 52° 29' 45" NB, 6° 15' 10" OL | 406213 | Meer afbeeldingen                                                              |
| Den Berg: tuinmuur | Tuin, park en plantsoen   | 18e eeuw                          |                        | Heinoseweg bij 6                    | 52° 29' 44" NB, 6° 15' 4" OL  | 406214 | Meer afbeeldingen                                                              |
| Den Berg: druivenkas | Tuin, park en plantsoen   | 19e eeuw                          |                        | Heinoseweg bij 6                    | 52° 29' 44" NB, 6° 15' 4" OL  | 406215 | Meer afbeeldingen                                                              |
| Den Berg: koude bakken | Tuin, park en plantsoen   | 19e eeuw                          |                        | Heinoseweg bij 6                    | 52° 29' 44" NB, 6° 15' 4" OL  | 406216 | Meer afbeeldingen                                                              |
| Den Berg: ijzeren hekjes | Tuin, park en plantsoen   | 19e eeuw                          |                        | Heinoseweg tegenover 4              | 52° 29' 47" NB, 6° 15' 11" OL | 406217 | Meer afbeeldingen                                                              |
| Den Berg: zonnewijzer met natuurstenen piedestal | Tuin, park en plantsoen   | 18e/19e/20e eeuw                  |                        | Heinoseweg tegenover 4              | 52° 29' 47" NB, 6° 15' 11" OL | 406218 | Meer afbeeldingen                                                              |
| Den Berg: toegangshek | Tuin, park en plantsoen   | 18e eeuw                          |                        | Heinoseweg tegenover 4              | 52° 29' 47" NB, 6° 15' 11" OL | 406219 | Meer afbeeldingen                                                              |
| Den Berg: keermuur | Tuin, park en plantsoen   | 18e eeuw                          |                        | Heinoseweg tegenover 4              | 52° 29' 47" NB, 6° 15' 11" OL | 406220 | Meer afbeeldingen                                                              |
| Den Berg: toegangshek tot schuren | Tuin, park en plantsoen   | 19e eeuw                          |                        | Heinoseweg bij 2                    | 52° 29' 45" NB, 6° 15' 10" OL | 406221 | Meer afbeeldingen                                                              |
| Den Berg: brug over de AA | Tuin, park en plantsoen   | 18e/20e eeuw                      |                        | Heinoseweg bij 6                    | 52° 29' 49" NB, 6° 14' 51" OL | 406222 | Meer afbeeldingen                                                              |
| Den Berg: Boerderij | Boerderij                 | 18e eeuw                          |                        | Heinoseweg 1-3                      | 52° 29' 46" NB, 6° 15' 29" OL | 406223 | Meer afbeeldingen                                                              |
| Den Berg: tuinmanshuis | Bijgebouwen kastelen enz. | 1835                              |                        | Heinoseweg 5                        | 52° 29' 42" NB, 6° 15' 15" OL | 406224 | Meer afbeeldingen                                                              |
| Korenmolen Massier | Industrie- en poldermolen | 1861                              |                        | Veldweg 15                          | 52° 33' 57" NB, 6° 16' 11" OL | 464750 | Meer afbeeldingen                                                              |
| Leemcule: buitenplaats | Kasteel, buitenplaats     | 1823-1824                         |                        | Ruitenborghweg 2                    | 52° 30' 28" NB, 6° 14' 44" OL | 512359 | Meer afbeeldingen                                                              |
| Leemcule: historische tuin- en parkaanleg | Tuin, park en plantsoen   | 19e eeuw                          |                        | Ruitenborghweg bij 2                | 52° 30' 31" NB, 6° 14' 42" OL | 512361 | Upload foto                                                                    |
| Leemcule: bouwhuis | Bijgebouwen kastelen enz. | 1850                              |                        | Ruitenborghweg bij 2                | 52° 30' 29" NB, 6° 14' 45" OL | 512362 | Meer afbeeldingen                                                              |
| Leemcule: inrijhek | Tuin, park en plantsoen   | 1900                              |                        | Ruitenborghweg bij 2                | 52° 30' 29" NB, 6° 14' 40" OL | 512363 | Upload foto                                                                    |
| Leemcule: tuinmuur | Tuin, park en plantsoen   | 1850-1900                         |                        | Ruitenborghweg bij 2                | 52° 30' 28" NB, 6° 14' 47" OL | 512364 | Upload foto                                                                    |
| Leemcule: brug | Tuin, park en plantsoen   | 1850-1900                         |                        | Ruitenborghweg bij 2                | 52° 30' 29" NB, 6° 14' 48" OL | 512366 | Upload foto                                                                    |
| Boerderijcomplex: boerderij van het hallehuistype opgetrokken in handgevormde baksteen onder deels met pannen en deels met riet gedekt schilddak met wolfeind | Boerderij                 | 1850                              |                        | Hessenweg 4                         | 52° 31' 19" NB, 6° 11' 39" OL | 518238 | Upload foto                                                                    |
| Boerderijcomplex: schuur met aangebouwde bakspieker | Boerderij                 | 1850                              |                        | Hessenweg 4                         | 52° 31' 18" NB, 6° 11' 39" OL | 518239 | Upload foto                                                                    |
| Boerderijcomplex: wagenloods | Boerderij                 | 1850                              |                        | Hessenweg 4                         | 52° 31' 19" NB, 6° 11' 40" OL | 518240 | Upload foto                                                                    |
| Boerderijcomplex: twee vierroedige hooibergen met hexagonaal tentdak                                                                                          | Boerderij                 | 1850                              |                        | Hessenweg 4                         | 52° 31' 19" NB, 6° 11' 40" OL | 518241 | Upload foto                                                                    |
| Klooster van de zusters van het heilig hart | Klooster, kloosteronderdl | 1931                              | C. Hardeman            | Oosterstraat 8                      | 52° 30' 24" NB, 6° 15' 45" OL | 518249 | Meer afbeeldingen                                                              |
| Hessum: hoofdgebouw | Kasteel, buitenplaats     | tweede kwart 19e eeuw             |                        | Tolhuisweg 11                       | 52° 30' 31" NB, 6° 19' 48" OL | 519749 | Meer afbeeldingen                                                              |
| Hessum: historische tuin- en parkaanleg | Tuin, park en plantsoen   | derde kwart 19e eeuw              |                        | Tolhuisweg bij 11                   | 52° 30' 30" NB, 6° 19' 43" OL | 519750 | Upload foto                                                                    |
| Hessum: bouwhuizen | Bijgebouwen kastelen enz. | eerste kwart 20e eeuw             |                        | Tolhuisweg bij 11                   | 52° 30' 32" NB, 6° 19' 48" OL | 519754 | Meer afbeeldingen                                                              |
| Hessum: schuur | Kasteel, buitenplaats     | tweede helft 19e eeuw             |                        | Tolhuisweg bij 11                   | 52° 30' 33" NB, 6° 19' 47" OL | 526381 | Upload foto                                                                    |
| Hessum: tuinhuisje | Kasteel, buitenplaats     | ca. 1920                          |                        | Tolhuisweg bij 11                   | 52° 30' 31" NB, 6° 19' 52" OL | 526382 | Upload foto                                                                    |
| Hessum: houtloodsje | Kasteel, buitenplaats     | ca. 1920-1930                     |                        | Tolhuisweg bij 11                   | 52° 30' 31" NB, 6° 19' 46" OL | 526383 | Upload foto                                                                    |
| Molen Fakkert en woning | Industrie- en poldermolen | 1863                              |                        | Kerkstraat bij 3A                   | 52° 29' 11" NB, 6° 13' 44" OL | 526764 | Meer afbeeldingen                                                              |
| Molenaarswoning: dwars geplaatst voorhuis met stal | Industrie- en poldermolen | 1890                              |                        | Kerkstraat 5                        | 52° 29' 11" NB, 6° 13' 42" OL | 527734 | Upload foto                                                                    |
| Rechteren: kasteel | Kasteel, buitenplaats     | 1590-1599                         |                        | Rechterensedijk 3                   | 52° 29' 52" NB, 6° 17' 21" OL | 510171 | Meer afbeeldingen                                                              |
| Rechteren: parkaanleg | Tuin, park en plantsoen   | 17e/18e/19e eeuw                  |                        | Rechterensedijk bij 3               | 52° 29' 57" NB, 6° 17' 30" OL | 510176 | Upload foto                                                                    |
| Rechteren: zuidwestelijk bouwhuis | Bijgebouwen kastelen enz. | 1725                              |                        | Rechterensedijk 3                   | 52° 29' 52" NB, 6° 17' 19" OL | 510181 | Meer afbeeldingen                                                              |
| Rechteren: brug met keermuren | Tuin, park en plantsoen   | 1863                              | L.H. Eberson           | Rechterensedijk 3                   | 52° 29' 53" NB, 6° 17' 19" OL | 510183 | Meer afbeeldingen                                                              |
| Rechteren: druivenkas | Tuin, park en plantsoen   | eind 19e of vroeg 20e eeuw        |                        | Rechterensedijk 3                   | 52° 29' 57" NB, 6° 17' 26" OL | 510184 | Upload foto                                                                    |
| Rechteren: grafmonument van de familie Rechteren | Tuin, park en plantsoen   | 1875                              |                        | Rechterensedijk 3                   | 52° 29' 59" NB, 6° 17' 51" OL | 510185 | Upload foto                                                                    |
| Rechteren: twee hekken | Tuin, park en plantsoen   | 19e eeuw                          |                        | Rechterensedijk 3 Rechterensedijk 3 | 52° 29' 53" NB, 6° 17' 22" OL | 510186 | Meer afbeeldingen                                                              |
| Rechteren: tuinsieraden (balustrade met trappen, putti, sfinxen, tuinvazen)                                                                                   | Tuin, park en plantsoen   | 18e/19e eeuw                      |                        | Rechterensedijk 3                   | 52° 29' 52" NB, 6° 17' 20" OL | 510187 | Meer afbeeldingen                                                              |
| De Horte: hoofdgebouw | Kasteel, buitenplaats     | 1828-1829                         |                        | Poppenallee 39                      | 52° 29' 33" NB, 6° 12' 6" OL  | 526303 | Meer afbeeldingen                                                              |
| De Horte: parkaanleg | Tuin, park en plantsoen   | 1800-1825                         |                        | Poppenallee bij 39                  | 52° 29' 41" NB, 6° 12' 5" OL  | 526304 | Meer afbeeldingen                                                              |
| De Horte: tuinmanswoning | Bijgebouwen kastelen enz. | 1857-1858                         |                        | Poppenallee bij 39                  | 52° 29' 32" NB, 6° 12' 5" OL  | 526305 | Upload foto                                                                    |
| De Horte: boerderij "De Horteboer" | Boerderij                 | begin 19e eeuw                    |                        | Poppenallee 37                      | 52° 29' 34" NB, 6° 12' 9" OL  | 526306 | Meer afbeeldingen                                                              |
| De Horte: schuur | Boerderij                 | 19e eeuw                          |                        | Poppenallee bij 37                  | 52° 29' 35" NB, 6° 12' 10" OL | 526307 | Upload foto                                                                    |
| De Horte: landbouwschuur van "Witte Huis" | Bijgebouwen kastelen enz. | tweede kwart 19e eeuw             |                        | Poppenallee bij 39                  | 52° 29' 33" NB, 6° 12' 3" OL  | 526308 | Upload foto                                                                    |
| De Horte: boerderij het "'t Witte Huis" | Bijgebouwen kastelen enz. | 1905                              |                        | Poppenallee bij 39                  | 52° 29' 39" NB, 6° 12' 9" OL  | 526309 | Meer afbeeldingen                                                              |
| De Horte: prieel | Tuin, park en plantsoen   | 19e eeuw                          |                        | Poppenallee bij 39                  | 52° 29' 32" NB, 6° 12' 6" OL  | 526310 | Upload foto                                                                    |
| De Horte: parkbrug | Tuin, park en plantsoen   | laatste kwart 19e eeuw            |                        | Poppenallee bij 39                  | 52° 29' 32" NB, 6° 12' 5" OL  | 526311 | Upload foto                                                                    |
| De Horst: druivenkas | Tuin, park en plantsoen   | eerste kwart 20e eeuw             |                        | Poppenallee bij 39                  | 52° 29' 37" NB, 6° 12' 5" OL  | 526312 | Meer afbeeldingen                                                              |
| Mataram: hoofdgebouw | Kasteel, buitenplaats     | 1905-1910                         |                        | Poppenallee 31                      | 52° 29' 51" NB, 6° 13' 4" OL  | 527949 | Upload foto                                                                    |
| Mataram: historische tuin- en parkaanleg | Tuin, park en plantsoen   | 18e/19e eeuw                      |                        | Poppenallee bij 31                  | 52° 29' 41" NB, 6° 12' 56" OL | 527950 | Meer afbeeldingen                                                              |
| Mataram: toegangshekken met zandstenen hekpijlers | Tuin, park en plantsoen   |                                   |                        | Poppenallee bij 31                  | 52° 29' 54" NB, 6° 12' 51" OL | 527951 | Meer afbeeldingen                                                              |
| Mataram: toegangshekken op brug | Tuin, park en plantsoen   | vroeg 20e eeuw                    |                        | Poppenallee bij 31                  | 52° 29' 46" NB, 6° 12' 55" OL | 527952 | Meer afbeeldingen                                                              |
| Mataram: tuinmanswoning | Dienstwoning              | eerste kwart 20e eeuw             |                        | Poppenallee 25                      | 52° 29' 51" NB, 6° 12' 56" OL | 527953 | Upload foto                                                                    |
| Mataram: koetshuis | Bijgebouwen kastelen enz. | eerste kwart 20e eeuw             |                        | Poppenallee 27                      | 52° 29' 53" NB, 6° 13' 2" OL  | 528103 | Upload foto                                                                    |
| Den Aalshorst: hoofdgebouw | Kasteel, buitenplaats     | 1644                              |                        | Aalshorsterpad 12                   | 52° 29' 6" NB, 6° 14' 56" OL  | 528701 | Meer afbeeldingen                                                              |
| Den Aalshorst: historische tuin- en parkaanleg | Tuin, park en plantsoen   | 17e of 18e eeuw                   |                        | Aalshorsterpad bij 12               | 52° 29' 6" NB, 6° 14' 59" OL  | 528702 | Meer afbeeldingen                                                              |
| Den Aalshorst: rechter bouwhuis | Bijgebouwen kastelen enz. | 1720                              |                        | Aalshorsterpad bij 12               | 52° 29' 7" NB, 6° 14' 57" OL  | 528703 | Meer afbeeldingen                                                              |
| Den Aalshorst: linker bouwhuis | Bijgebouwen kastelen enz. | 1720                              |                        | Aalshorsterpad bij 12               | 52° 29' 6" NB, 6° 14' 57" OL  | 528704 | Meer afbeeldingen                                                              |
| Den Aalshorst: tuinmanshuisje | Bijgebouwen kastelen enz. | 1911                              |                        | Aalshorsterpad bij 12               | 52° 29' 1" NB, 6° 14' 58" OL  | 528705 | Meer afbeeldingen                                                              |
| Den Aalshorst: tuinmuren | Bijgebouwen kastelen enz. | 1874 (jaartalsteentje)            |                        | Aalshorsterpad bij 12               | 52° 29' 1" NB, 6° 14' 55" OL  | 528706 | Upload foto                                                                    |
| Den Aalshorst: vijf koude bakken | Tuin, park en plantsoen   | begin 20e eeuw                    |                        | Aalshorsterpad bij 12               | 52° 29' 1" NB, 6° 14' 55" OL  | 528707 | Upload foto                                                                    |
| Den Aalshorst: ijzeren toegangshek en houten brug | Tuin, park en plantsoen   | 18e eeuw                          |                        | Aalshorsterpad bij 12               | 52° 29' 7" NB, 6° 14' 56" OL  | 528708 | Meer afbeeldingen                                                              |
| Den Aalshorst: toegangshekken | Tuin, park en plantsoen   | 19e eeuw (vazen)                  |                        | Aalshorsterpad bij 12               | 52° 28' 49" NB, 6° 15' 4" OL  | 528709 | Meer afbeeldingen                                                              |
| Den Aalshorst: twee natuurstenen vazen | Tuin, park en plantsoen   | 18e/19e eeuw                      |                        | Aalshorsterpad bij 12               | 52° 29' 7" NB, 6° 14' 57" OL  | 528710 | Meer afbeeldingen                                                              |
| Den Aalshorst: houten prieel | Tuin, park en plantsoen   | 1908-1909                         | A.C.A. baron van Dedem | Aalshorsterpad bij 12               | 52° 29' 3" NB, 6° 14' 55" OL  | 528711 | Upload foto                                                                    |
| Den Aalshorst: veeschuur | Tuin, park en plantsoen   | midden 19e eeuw                   |                        | Aalshorsterpad bij 12               | 52° 29' 9" NB, 6° 14' 56" OL  | 528712 | Meer afbeeldingen                                                              |
| Den Aalhorst: Boerderijcomplex De Hof: klein kantoortje | Boerderij                 | eerste kwart 20e eeuw             |                        | Aalshorsterpad bij 12               | 52° 29' 9" NB, 6° 14' 55" OL  | 528713 | Meer afbeeldingen                                                              |
| Den Aalhorst: Boerderijcomplex De Hof: kapberg | Boerderij                 | 19e eeuw                          |                        | Aalshorsterpad bij 12               | 52° 29' 9" NB, 6° 14' 55" OL  | 528714 | Meer afbeeldingen                                                              |
| Rechteren: noordoostelijke of linker bouwhuis | Bijgebouwen kastelen enz. | 1881 (herbouwd)                   |                        | Rechterensedijk bij 3               | 52° 29' 53" NB, 6° 17' 21" OL | 529274 | Upload foto                                                                    |
| Rechteren: koude bak | Tuin, park en plantsoen   | tweede helft 19e eeuw             |                        | Rechterensedijk bij 3               | 52° 29' 58" NB, 6° 17' 26" OL | 529275 | Upload foto                                                                    |
| Rechteren: kweekkas | Tuin, park en plantsoen   | eind 19e of begin 20e eeuw        |                        | Rechterensedijk bij 3               | 52° 29' 55" NB, 6° 17' 24" OL | 529276 | Upload foto                                                                    |
| Rechteren: moestuinmuur | Tuin, park en plantsoen   | laat 18e of 19e eeuw              |                        | Rechterensedijk bij 3               | 52° 29' 57" NB, 6° 17' 26" OL | 529277 | Upload foto                                                                    |
| Rechteren: moestuinmuur met aangebouwde stal | Tuin, park en plantsoen   | vroeg 20e eeuw                    |                        | Rechterensedijk bij 3               | 52° 29' 58" NB, 6° 17' 28" OL | 529278 | Upload foto                                                                    |
| Mataram: moestuinmuur | Tuin, park en plantsoen   | begin 20e eeuw                    |                        | Poppenallee bij 31                  | 52° 29' 51" NB, 6° 13' 1" OL  | 529496 | Upload foto                                                                    |
| Mataram: moestuin | Tuin, park en plantsoen   | 1783 (eerste vermelding)          |                        | Poppenallee bij 31                  | 52° 29' 48" NB, 6° 13' 1" OL  | 529497 | Upload foto                                                                    |
| Mataram: schuur | Bijgebouwen kastelen enz. | 1845 (jaartalanker)               |                        | Poppenallee bij 31                  | 52° 29' 44" NB, 6° 13' 4" OL  | 529498 | Upload foto                                                                    |
| De Horte: tuinschuur | Tuin, park en plantsoen   | eerste kwart 20e eeuw             |                        | Poppenallee bij 39                  | 52° 29' 37" NB, 6° 12' 6" OL  | 529776 | Upload foto                                                                    |
| De Horte: moestuinhek | Tuin, park en plantsoen   | laatste kwart 19e eeuw            |                        | Poppenallee bij 39                  | 52° 29' 34" NB, 6° 12' 6" OL  | 529777 | Upload foto                                                                    |
| Den Aalshorst: Boerderijcomplex De Hof: steltenberg (achter de veeschuur)                                                                                     | Boerderij                 | tweede helft 19e eeuw             |                        | Aalshorsterpad bij 12               | 52° 29' 9" NB, 6° 14' 54" OL  | 530595 | Meer afbeeldingen                                                              |
| Den Aalshorst: Boerderij "De Veldink": boerderij | Boerderij                 | 1737                              |                        | Aalshorsterpad bij 12               | 52° 29' 10" NB, 6° 14' 54" OL | 530596 | Meer afbeeldingen                                                              |
| Den Aalshorst: Boerderij "De Veldink": drieroeden kapberg | Boerderij                 |                                   |                        | Aalshorsterpad bij 12               | 52° 29' 10" NB, 6° 14' 53" OL | 530597 | Meer afbeeldingen                                                              |
| Den Aalshorst: Boerderij "De Veldink": vierroeden kapberg | Boerderij                 |                                   |                        | Aalshorsterpad bij 12               | 52° 29' 10" NB, 6° 14' 52" OL | 530598 | Meer afbeeldingen                                                              |
| Den Aalshorst: Boerderij "De Veldink": stal | Boerderij                 | 19e eeuw                          |                        | Aalshorsterpad bij 12               | 52° 29' 11" NB, 6° 14' 53" OL | 530599 | Meer afbeeldingen                                                              |
| Den Aalshorst: Boerderijcomplex De Hof: boerderij | Boerderij                 | 1849                              |                        | Aalshorsterpad bij 12               | 52° 29' 11" NB, 6° 14' 55" OL | 530600 | Meer afbeeldingen                                                              |
| Den Aalhorst: Boerderijcomplex De Hof: kapberg | Boerderij                 | 19e eeuw                          |                        | Aalshorsterpad bij 12               | 52° 29' 12" NB, 6° 14' 55" OL | 530601 | Meer afbeeldingen                                                              |
| Den Aalhorst: Boerderijcomplex De Hof: schuur | Bijgebouwen kastelen enz. | 19e eeuw                          |                        | Aalshorsterpad bij 12               | 52° 29' 11" NB, 6° 14' 54" OL | 530730 | Meer afbeeldingen                                                              |
| Den Aalhorst: Boerderijcomplex De Hof: houtloods | Opslag                    | 1849                              |                        | Aalshorsterpad bij 12               | 52° 29' 12" NB, 6° 14' 54" OL | 530731 | Meer afbeeldingen                                                              |
| Den Aalshorst: boerderij | Boerderij                 | 1754                              |                        | Aalshorsterpad bij 12               | 52° 28' 49" NB, 6° 15' 5" OL  | 530732 | Meer afbeeldingen                                                              |
| Den Aalshorst: kapberg | Boerderij                 | 20e eeuw                          |                        | Aalshorsterpad bij 12               | 52° 28' 50" NB, 6° 15' 6" OL  | 530733 | Meer afbeeldingen                                                              |